# Sambucina
Sambucina is een monotypisch geslacht van schimmels uit de klasse Leotiomycetes. Het bevat alleen Sambucina aculeata. De familie is nog niet eenduidig bepaald (incertae sedis).